# Rynek w Kłobucku
Rynek im. Jana Pawła II w Kłobucku – plac w Kłobucku. Jest on głównym elementem urbanistycznym miasta od XIV wieku, kiedy to został wytyczony po północnej stronie kościoła świętych Marcina i Małgorzaty, na niezabudowanym do tego czasu terenie.

## Charakterystyka
Rynek ma nieregularny, czworokątny kształt, co jest wynikiem wielokrotnych zmian w jego zabudowie. Położony jest w centralnej części miasta. Przy południowej pierzei umiejscowiony jest kościół parafii św. Marcina, oddzielony od rynku wysokim murem. Po przeciwnej stronie znajduje się budynek starostwa powiatowego i urzędu skarbowego. We wschodniej i zachodniej pierzei dominuje niejednolita zabudowa mieszkaniowa i usługowa.
Nawierzchnię rynku stanowią obecnie kamienne płyty i kostka. Płyta rynku jest wyprofilowana w kształt pochyłej rynny, tworzącej audytorium dla ustawianej w najniższym miejscu sceny. Plac zamknięty jest od strony północnej murem ze ścianą wodną i szklanym pawilonem. Postępuje odbudowa pierzei wschodniej.
W południowej części rynku znajduje się studnia oraz pomnik Jana Długosza.
Na rynku zbiegają się ulice: 11 Listopada, Targowa, 3 Maja, Strażacka, Jana Długosza i Kardynała Stefana Wyszyńskiego. Ulice otaczające rynek mają wspólną numerację przypisaną do adresu Rynek im. Jana Pawła II.

## Historia

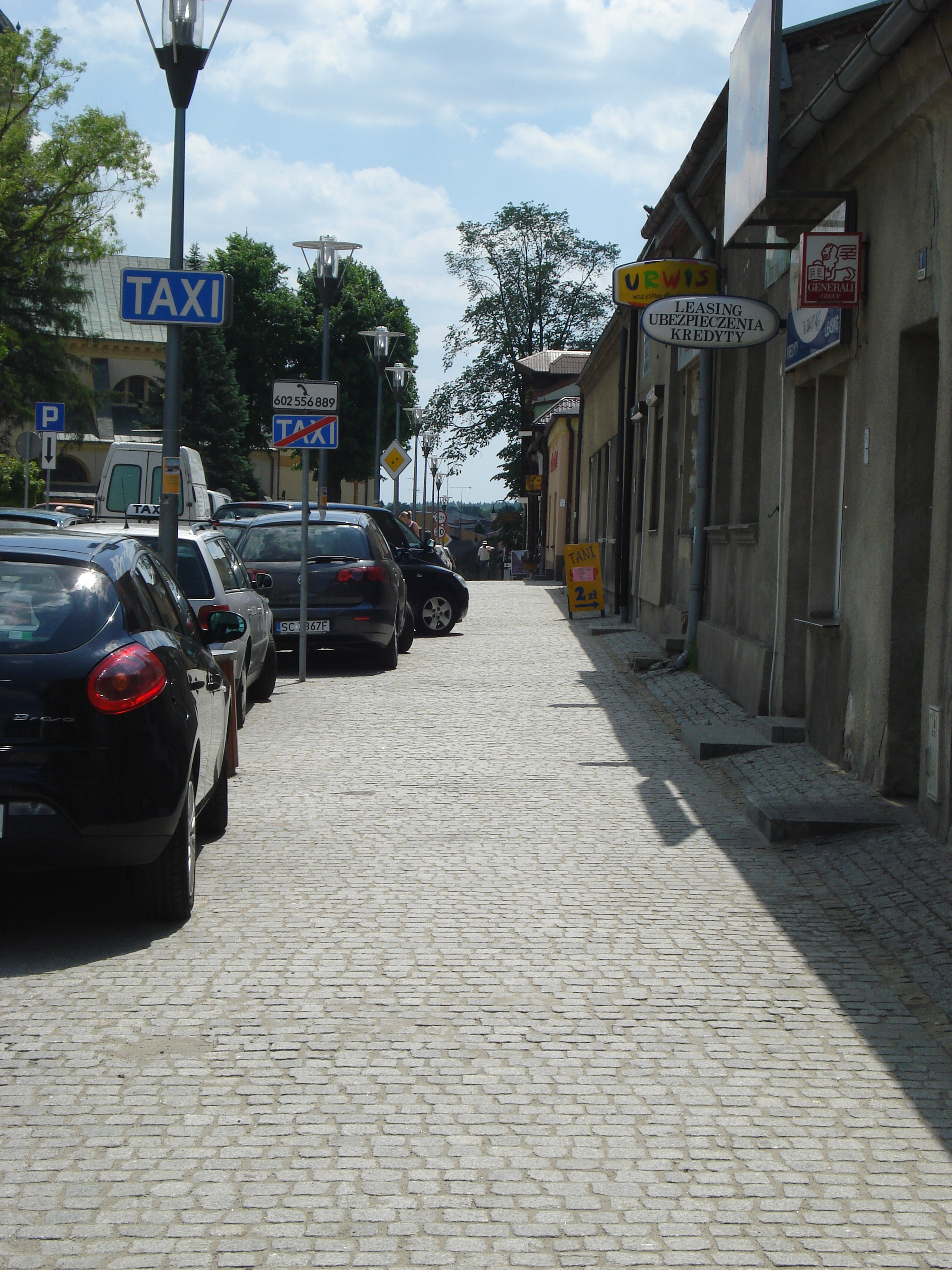
Zachodnia pierzeja rynku

Niewielki, czworokątny rynek i wychodzące z niego prostopadle ulice powstały obok istniejącej wcześniej osady, zwanej obecnie Staromieściem. Rynek, od czasu swego powstania, pełnił typową w średniowieczu funkcję handlową. Oprócz cotygodniowych, wtorkowych targów, w Kłobucku organizowano corocznie trzy duże jarmarki o znaczeniu ponadregionalnym. Odbywały się one w dni patronów kłobuckich kościołów: świętej Małgorzaty (13 lipca), świętego Marcina (11 listopada) i świętego Bartłomieja (24 sierpnia). W rynku usytuowano także drewniany ratusz, jednak dokładna data budowy nie jest znana.
Średniowieczna zabudowa rynku, oprócz kościoła, była głównie drewniana, co było powodem częstych i dotkliwych pożarów. Dwa razy, 15 października 1457 r., w wyniku napadu księcia oświęcimskiego Jana IV, i ponownie 28 marca 1469 r., z powodu zaprószenia ognia przez jednego z kowali, miasto, otoczone jeszcze wtedy wałami, prawie doszczętnie spłonęło. W pożarze, który wybuchł 18 maja 1689 r., według rejestru sporządzonego przez radę miejską i urząd lantwójtowski, spłonęło 18 domów w rynku i ponad 30 w jego pobliżu. Finansowy upadek miasta w tym czasie, znacznie utrudnił odbudowę.
Na początku XVII w. starosta krzepicki Mikołaj Wolski, wybudował w rynku murowany pałac, połączony nadziemnym przejściem z kościołem św. Marcina i Małgorzaty. Budynek nie przetrwał jednak do czasów obecnych, nie wiadomo dokładnie kiedy został zburzony.
W 1826 r., komisarz województwa kaliskiego wydał zarządzenie, o konieczności rozpoczęcia prac regulacyjnych w miastach, w tym także w Kłobucku. W tym samym roku geometra rządowy Woyda rozpoczął prace nad planem regulacji. Przeprowadził pomiary, których celem było wytyczenie granic między posiadłościami miejskimi a sąsiednimi szlacheckimi folwarkami. Regulacją objęto również rynek. Sporządzając plan, Woyda zaplanował powiększenie rynku poprzez zburzenie jednego z domów żydowskich, zlikwidowanie ogrodu, oraz zajęcie trzech niezabudowanych placów znajdujących się po wschodniej stronie rynku. Z placu miały wychodzić cztery proste ulice, a kolidujące z tym zamierzeniem domy przeznaczono do rozbiórki. Pomiarów dokonano w obecności burmistrza, ławników oraz właścicieli poszczególnych nieruchomości i zakończono je 9 stycznia 1827 roku.
Wynikiem regulacji było głównie podniesienie bezpieczeństwa przeciwpożarowego. Zabroniono stawiania w mieście domów drewnianych, zlikwidowano stodoły należące do mieszczan trudniących się rolnictwem, które usytuowane były obok domów mieszkalnych w śródmieściu. Ostatnie drewniane domy w rynku spłonęły w 1832, w ostatnim tak wielkim pożarze w Kłobucku.
1 września 1939, w trakcie bitwy pod Mokrą, przesuwające się na południe oddziały niemieckie zajęły miasto bez walki, podpalając bez przyczyny domy w rynku, przy ulicach Wieluńskiej, 3-go Maja i Pięknej.

### Degradacja
31 marca 1953 plac, wraz układem architektonicznym centrum miasta, po raz pierwszy wpisano do rejestru zabytków. Nie pomogło to jednak w utrzymaniu go w zabytkowej formie. Architektura rynku została drastycznie zmieniona w czasach PRL-u. W 1976 r. wywłaszczono prywatnych właścicieli działek we wschodniej i, znajdującej się dużo bliżej kościoła niż obecnie, północnej pierzei rynku, a ich domy zburzono. Przesunięto wschodnią pierzeję na wysokość ulicy 11 listopada i domu handlowego Merkury a północną na wysokość obecnej siedziby urzędu powiatowego. Starą, kamienną nawierzchnię rynku usunięto a w jej miejsce powstały asfaltowe chodniki i nieprzemyślnie zaprojektowany trawnik, powstał także przystanek autobusowy. Planowano budowę ratusza i pałacu ślubów, jednak plany te nie doczekały się realizacji. Rynek zatracił swój miejski charakter i z wyjątkiem przystanku autobusowego stał się miejscem odludnym.

### Rewaloryzacja
Władze miasta postanowiły przywrócić pierwotne funkcje rynku, jako miejsca spotkań mieszkańców. 6 grudnia 2005 Urząd Miasta, wraz z częstochowskim oddziałem Stowarzyszenia Architektów Polskich, ogłosił konkurs na projekt architektoniczny rewitalizacji rynku. W konkursie zgłoszono 12 prac. Rozstrzygnięcie konkursu nastąpiło 10 marca 2006. Zwyciężył projekt pracowni architektury toprojekt z Rybnika, która została zaproszona do wykonania projektu budowlanego.

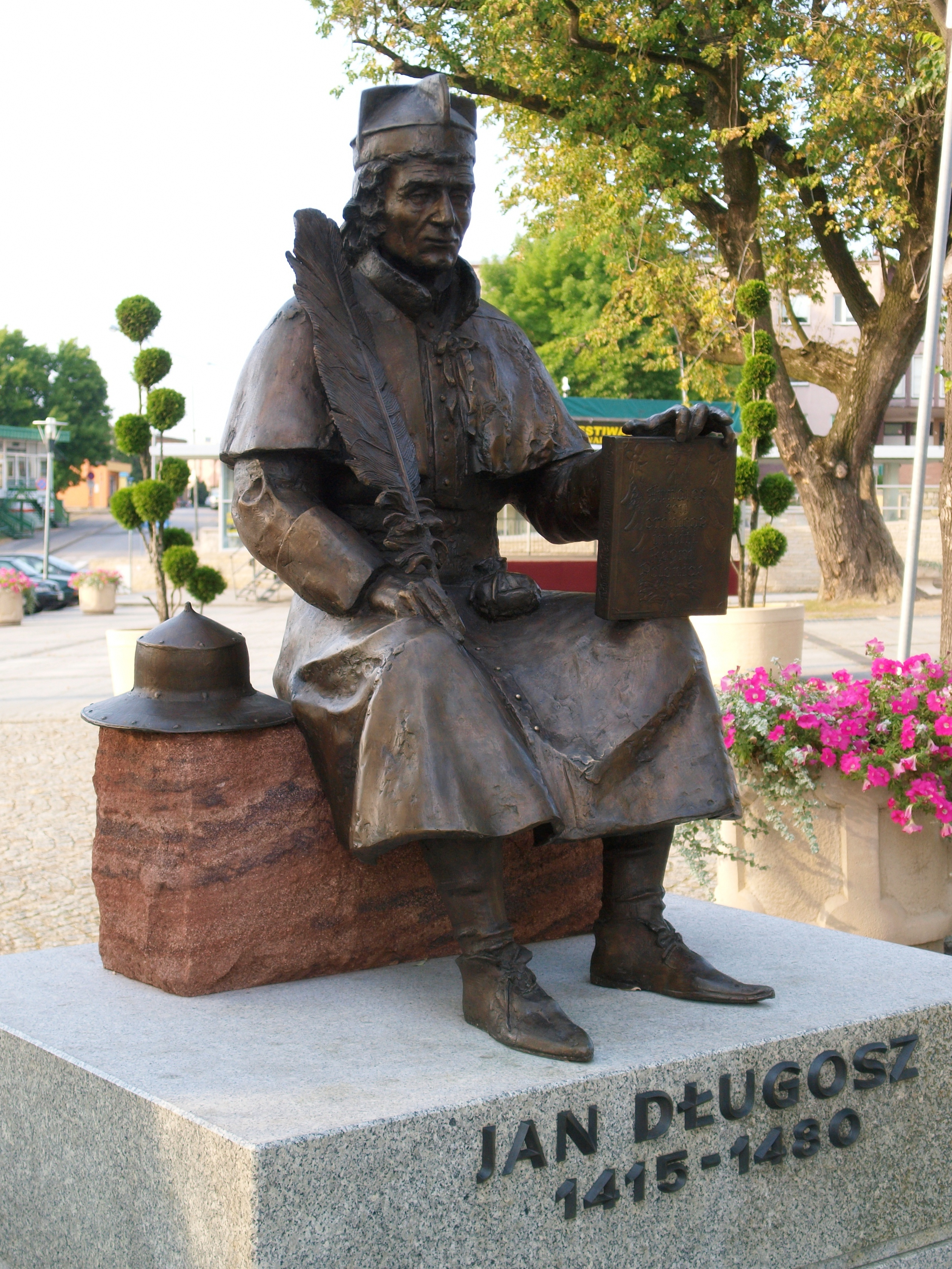
Pomnik Jana Długosza

Problemem w przypadku kłobuckiego rynku był brak źródeł ikonograficznych, według których można byłoby odtworzyć dokładny historyczny wygląd tego miejsca. Istnieją jedynie niedokładne opisy jego architektury. Obecna zabudowa rynku jest nieregularna i tylko częściowo nawiązuje do historycznych założeń. Nawet najnowsze z budynków powstały bez obostrzeń konserwatorskich. Miejskie plany zagospodarowania przestrzennego przewidują uregulowanie stanu architektonicznego w otoczeniu rynku.
24 września 2008 urząd gminy w Kłobucku ogłosił przetarg na wyłonienie wykonawcy remontu rynku. Latem 2009 wykonawca rozpoczął prace, na ich zakończenie miał czas do 17 maja 2010 r., jednak ze względu na ciężką zimę 2009/2010 oraz powódź w maju 2010 r. termin ten został przesunięty. Rynek oficjalnie otwarto 27 czerwca 2010 r. podczas Dni Kłobucka. Pierwszy koncert na nowym rynku zagrał zespół T.Love.
W maju 2012 r., zrewaloryzowany rynek nominowany został przez Towarzystwo Urbanistów Polskich do nagrody w konkursie na najlepiej zagospodarowaną przestrzeń publiczną.
20 września 2015 r., w trakcie corocznych Dni Długoszowskich, na rynku odsłonięty został pomnik Jana Długosza. Autorem naturalnej wielkości rzeźby wykonanej z brązu jest Jerzy Kędziora.